# 奧布希夫區

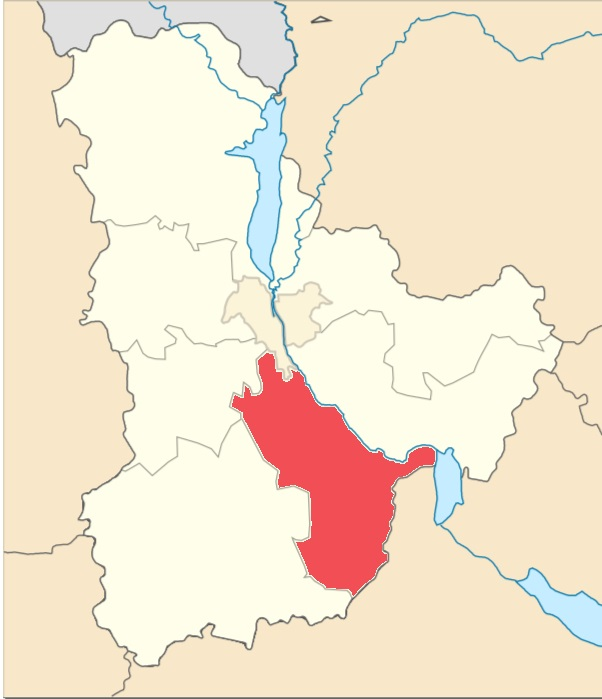
2020年改革后奧布希夫區在基辅州的位置

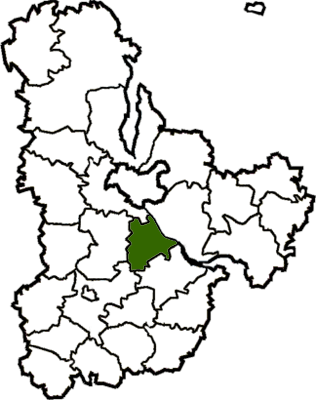
2020年改革前奧布希夫區在基辅州的位置

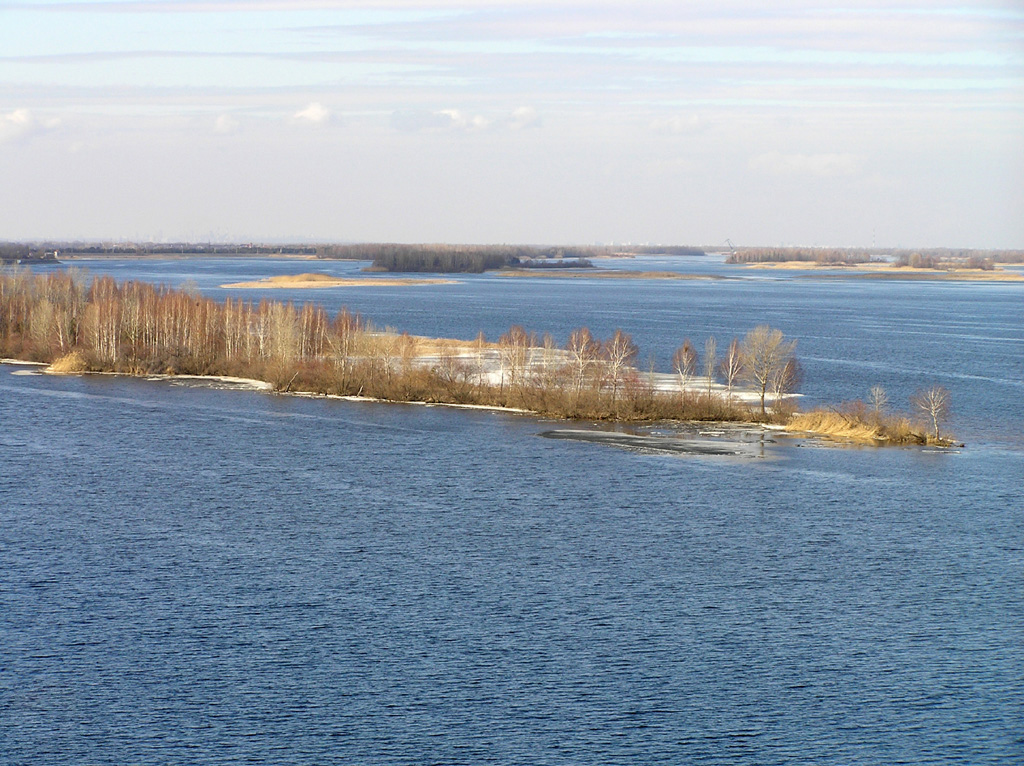
第聂伯河边的村庄

奧布希夫區（羅馬化：Obukhivskyi raion）是烏克蘭基輔州的一個區，行政中心設於奧布希夫，面積为3,639.1平方公里，2020年人口数量为229,518人。
2020年7月18日乌克兰施行了行政区划改革，基辅州的区份数量减至7个，奧布希夫區的面积扩大了很多。改革前奧布希夫區的面积为773平方公里，2020年1月人口数量约为35,278人。

## 行政區劃
奧布希夫區下分為9個市鎮：
- 奧布希夫市鎮（烏克蘭語：Обухівська міська громада） (市級，行政中心：奧布希夫)
- 博胡斯拉夫市鎮（烏克蘭語：Богуславська міська громада） (市級，行政中心：博胡斯拉夫)
- 瓦西里基夫市鎮（烏克蘭語：Васильківська міська громада） (市級，行政中心：瓦西里基夫)
- 卡哈爾雷克市鎮（烏克蘭語：Кагарлицька міська громада） (市級，行政中心：卡哈爾雷克)
- 米羅尼夫卡市鎮（烏克蘭語：Миронівська міська громада） (市級，行政中心：米羅尼夫卡)
- 勒日希夫市鎮（烏克蘭語：Ржищівська міська громада） (市級，行政中心：勒日希夫)
- 烏克蘭卡市鎮（烏克蘭語：Українська міська громада） (市級，行政中心：烏克蘭卡)
- 科津市鎮（烏克蘭語：Козинська селищна громада） (鎮級，行政中心：科津)
- 霍多西夫卡市鎮（烏克蘭語：Феодосіївська сільська громада） (村級，行政中心：霍多西夫卡)